# Perszeusz (mitológia)
Perszeusz (görögül: Περσεύς) a mondák szerint Mükéné alapítója és királya, a Perszeida-ház alapítója. Apja Zeusz, anyja pedig Danaé, aki Akrisziosz argoszi király lánya. Egyike az első héroszoknak.

## Származása
Perszeusz Zeusz és Danaé fia. Akrisziosz, akinek nem született fia, elment Delphoi jósdájába, ahol arra figyelmeztették, hogy Danaé fia egy nap majd megöli őt. Hogy ezt megelőzze, Akrisziosz Danaét egy tető nélküli érctoronyba záratta (egy másik monda szerint egy föld alatti börtönbe). Azonban Zeusz, aranyeső képében teherbe ejtette Danaét, aki pár hónapig sikeresen titokban tudta tartani, hogy gyermeke született, azonban a titokra fény derült. Bár félt a jóslattól, de tartott az istenek haragjától is, ha ártott volna Zeusz gyermekének. Akrisziosz, Danaét a csecsemővel együtt egy faládába záratta és bedobatta a tengerbe. A hullámok a ládát Szeriphosz szigetén vetették ki, ahol Diktüsz, Polüdektész király testvére talált rájuk. Diktüsz magához vette őket és saját fiaként nevelte fel Perszeuszt.

## A Gorgó legyőzése

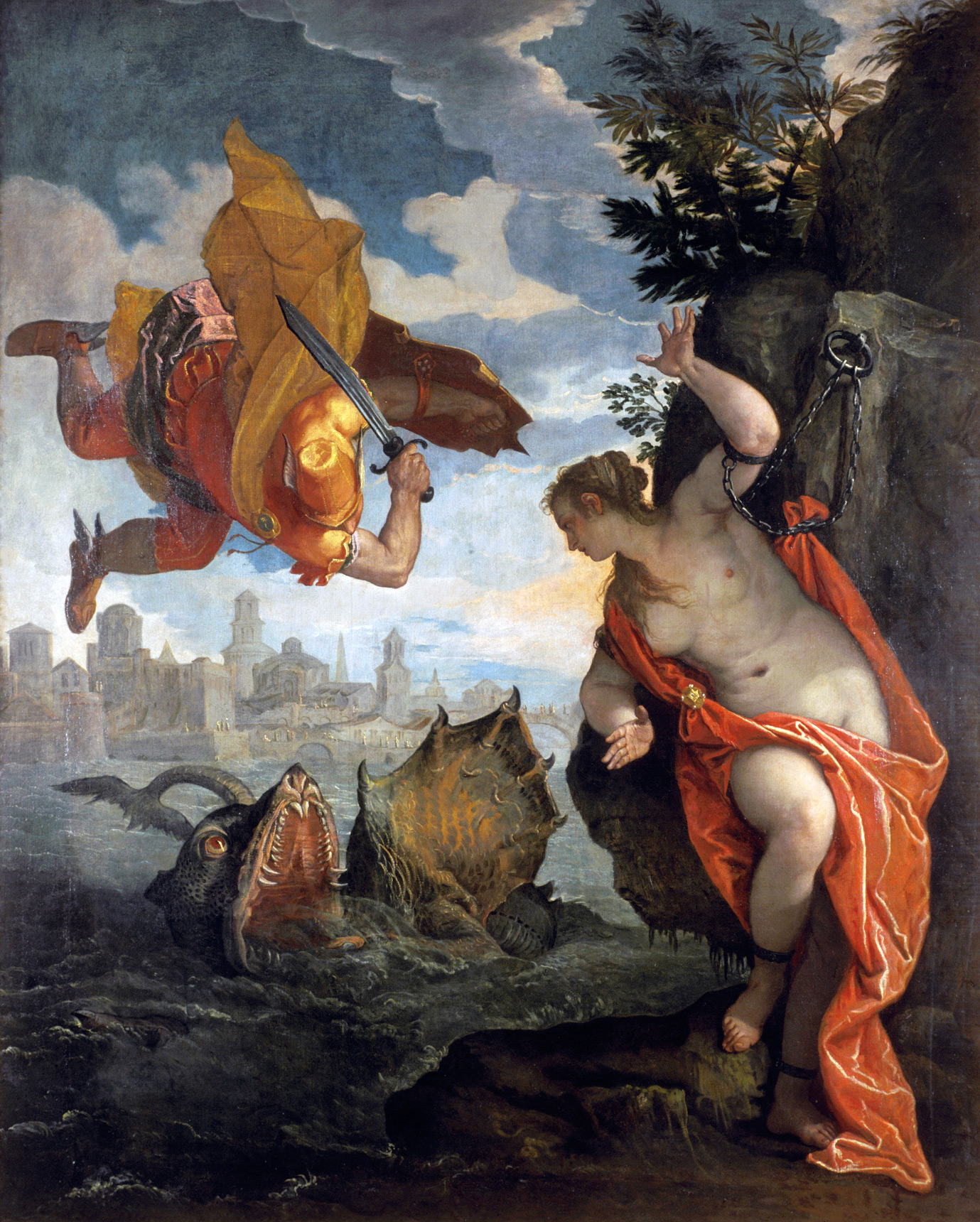
Paolo Veronese: Perszeusz és Androméda, 1576–78

Időközben Polüdektész beleszeretett Danaéba és el akarta csábítani. Mivel Perszeusz kevéssé becsületesnek tartotta őt, hogy megszerezhesse Danaét, el kellett távolítania az ifjút, nehogy meghiúsítsa a tervét. Vacsorát adott, ahová mindenkinek egy lovat kellett magával vinnie ajándékba. Mivel Perszeusz ezt nem tudja teljesíteni, megneveztette az ajándékot, amelyet kértek helyette, s Polüdektész az egyik Gorgó, a halandó Medusza fejét nevezte meg ajándékul. Perszeusznak nem volt más választása, ezért elindult, hogy megkeresse és lefejezze a Gorgót.
Pallasz Athéné segített az ifjúnak azzal, hogy elmondta neki, hogy a Heszperiszeknél leli meg a megfelelő felszerelést és fegyvereket, hogy teljesítse a küldetését. Ekkor Athéné tanácsára Perszeusz elindult felkeresni a Gorgók testvéreit, a Graiákat, akiktől megtudhatta, hogy merre találhatóak a nimfák. Perszeusz sikeresen meg is találta őket. A Graiák három idős asszony volt, akiknek egyetlen közös szemük és foguk volt. Perszeusz ellopta ezeket, így kényszerítve őket, hogy mutassák meg neki, merre kell menni a Sztüx nimfáihoz. Azok elvezették hozzájuk, mire Perszeusz visszaadta, amit elvett. A nimfáktól kapott egy hátizsákot, hogy biztonságosan eltegye Medusza fejét, emellett megkapta Hadész láthatatlanná tévő sisakját, valamint Zeusz, Athéné és Hermész is bűvös fegyverekkel látták el (egy sarlót, egy rézpajzsot és egy szárnyas sarut adtak neki). Ezek után Perszeusz elindult a Gorgók barlangja felé.
A barlangban meg is találta a Gorgókat, akik éppen aludtak. A Gorgók hárman voltak: Szthéné, Eurüolé és Medusza. Fejüket kígyópikkelyek borították, szájukból akkora fogak meredeztek elő, mint a disznó agyara, kezük rézből, szárnyuk aranyból volt. Aki csak rájuk nézett, kővé meredt a rémülettől. Perszeusznak sikerült nesztelenül beosonnia és levágta Medusza fejét, miközben csak Athénétől kapott pajzsban visszatükröződve látta a szörny képét. Medusza nyakából ekkor előpattant Pégaszosz (vagy Pegazus) és Khrüszaór gigász. Medusza nővérei hiába keresték a gyilkost, Perszeusz a sisakban láthatatlan volt, és sikeresen kimenekült a barlangból. Ekkor meglátogatta Atlasz királyt, Mauritánia urát, de az megtagadta tőle, hogy vendégül lássa, mire Perszeusz bosszúból kővé változtatta őt (róla kapta az Atlasz-hegység a nevét).

## Androméda és házassága
Útban hazafelé, Perszeusz betért Etiópia királyságába is, ahol Képheusz király uralkodott. Képheusz felesége, Kassziopeia meg volt győződve arról, hogy a lánya, Androméda (Ανδρομέδα nevének jelentése: „Emberek királynője”) szépsége meghaladja a tengeri nimfák messze földön híres szépségét. Dicsekvését az istenek nem nézték jó szemmel, s Poszeidón, a tengerek istene egy óriási cethalat (Cetus) küldött büntetésül, mely rengeteg emberrel végzett. A király jósokhoz fordult, választ akart kapni arra, hogyan tudna megszabadulni a szörnyetegtől. A jóslat szerint csak egy mód volt a menekvésre, ha feláldozzák a szörnyetegnek egyetlen lányukat, Andromédát. A királyi pár eleget tett a feladatnak, és Andromédát egy sziklához kötötték a tenger közelében. Perszeusz azonban a lány segítségére sietett, végzett a szörnyeteggel, kiszabadította Andromédát és feleségül vette, habár Phineusz összeesküvést szőtt ellene.
A klasszikus történet szerint Perszeusz a Hermésztől kapott szárnyas sarut használta Androméda megmentése alatt, de a reneszánsz ideje alatt kialakult a ma is ismeretes kép, miszerint Pégaszoszt meglovagolva mentette meg jövendőbelijét.
Szeriphoszban a Medusza fejének segítségével kővé változtatta Polüdektészt és embereit, akik elől anyja egy templomba menekült. Ezután visszaadta a bűvös tárgyakat Athénének, aki Medusza fejét Zeusz pajzsára tette (amelyet ő maga is gyakran használt).

## A jóslat beteljesedik
A jóslat beteljesedésére több változat is van. Pauszaniasz szerint Perszeusz nem tért vissza Argoszba, hanem a larisszai atlétikai játékokra ment. Itt feltalálta a diszkoszvetést, és éppen bemutatót tartott a nézőknek, amikor Akrisziosz belépett a diszkosz pályájára. Így az elrepülő diszkosz eltalálta, és ha véletlenül is, de tényleg unokája kezétől halt meg.
Apollodórosz változata szerint az elkerülhetetlen más módon következett be: Perszeusz önkéntes száműzetésbe vonult Thesszáliába. Itt Larissza királya halotti játékokat szervezett apja emlékére. Perszeusz beszállt a versenybe, és véletlenül eltalálta Akriszioszt, aki azonnal meghalt.
Mikor megtudta ki volt az áldozat, köteles tisztelettel eltemette nagyapját, de nem foglalta el Argosz trónját, hanem átadta Megapenthésznek, Proitosz fiának, cserébe megkapta a Tirünszi királyságot.
Halála után Perszeusz csillagképként az égboltra került, a mondakör több más szereplőjével (Andromeda, Cepheus, Cassiopeia, Pégaszosz és a Cet, azaz Kétó) együtt.

## Családja
Perszeusznak hét fia született Andromédától: Perszész, Alkaiosz, Héleiosz, Mésztor, Szthenelosz, Élektrüón és Künurosz, és két lánya, Gorgophoné és Autokhthoé. Perszész lett az őse a perzsa császároknak. Perszeusz leszármazottai közül a leghíresebb Héraklész, aki Amphitrüón fia, Alkaiosz unokája volt.

## További információ
- A Perzeusz (Perseus, Per) csillagkép

| Előző uralkodó: Akrisziosz | Argoszi király i. e. 14. század | Következő uralkodó: Megapenthész |

| Előző uralkodó: – | Mükénéi király i. e. 14. század kupolasírok dinasztiája | Következő uralkodó: Élektrüón |

| Előző uralkodó: Megapenthész | tirünszi király i. e. 14. század | Következő uralkodó: Alkaiosz |